# Вансбру (комуна)
Комуна Вансбру (швед. Vansbro kommun) — адміністративно-територіальна одиниця місцевого самоврядування, що розташована в лені Даларна у центральній Швеції.
Вансбру 61-а за величиною території комуна Швеції. Адміністративний центр комуни — місто Вансбру.

## Населення
Населення становить 6 799 чоловік (станом на вересень 2012 року). 
| Кількість населення комуни Вансбру за 1970-2010 роки | Кількість населення комуни Вансбру за 1970-2010 роки | Кількість населення комуни Вансбру за 1970-2010 роки | Кількість населення комуни Вансбру за 1970-2010 роки | Кількість населення комуни Вансбру за 1970-2010 роки |
| ---------------------------------------------------- | ---------------------------------------------------- | ---------------------------------------------------- | ---------------------------------------------------- | ---------------------------------------------------- |
| Рік                                                  |                                                      |                                                      | Населення                                            |                                                      |
| 1970                                                 | 1970                                                 |                                                      | 8 968                                                | 8 968                                                |
| 1975                                                 | 1975                                                 |                                                      | 8 693                                                | 8 693                                                |
| 1980                                                 | 1980                                                 |                                                      | 8 523                                                | 8 523                                                |
| 1985                                                 | 1985                                                 |                                                      | 8 150                                                | 8 150                                                |
| 1990                                                 | 1990                                                 |                                                      | 7 901                                                | 7 901                                                |
| 1995                                                 | 1995                                                 |                                                      | 7 595                                                | 7 595                                                |
| 2000                                                 | 2000                                                 |                                                      | 7 291                                                | 7 291                                                |
| 2005                                                 | 2005                                                 |                                                      | 7 061                                                | 7 061                                                |
| 2010                                                 | 2010                                                 |                                                      | 6 805                                                | 6 805                                                |
| Джерело: SCB                                         |                                                      |                                                      |                                                      |                                                      |

## Населені пункти
Комуні підпорядковано 4 міські поселення (tätort) та низка сільських, більші з яких:
- Вансбру (Vansbro)
- Дала-Єрна (Dala-Järna)
- Нос (Nås)
- Еппельбу (Äppelbo)
- Скамгед (Skamhed)

## Галерея

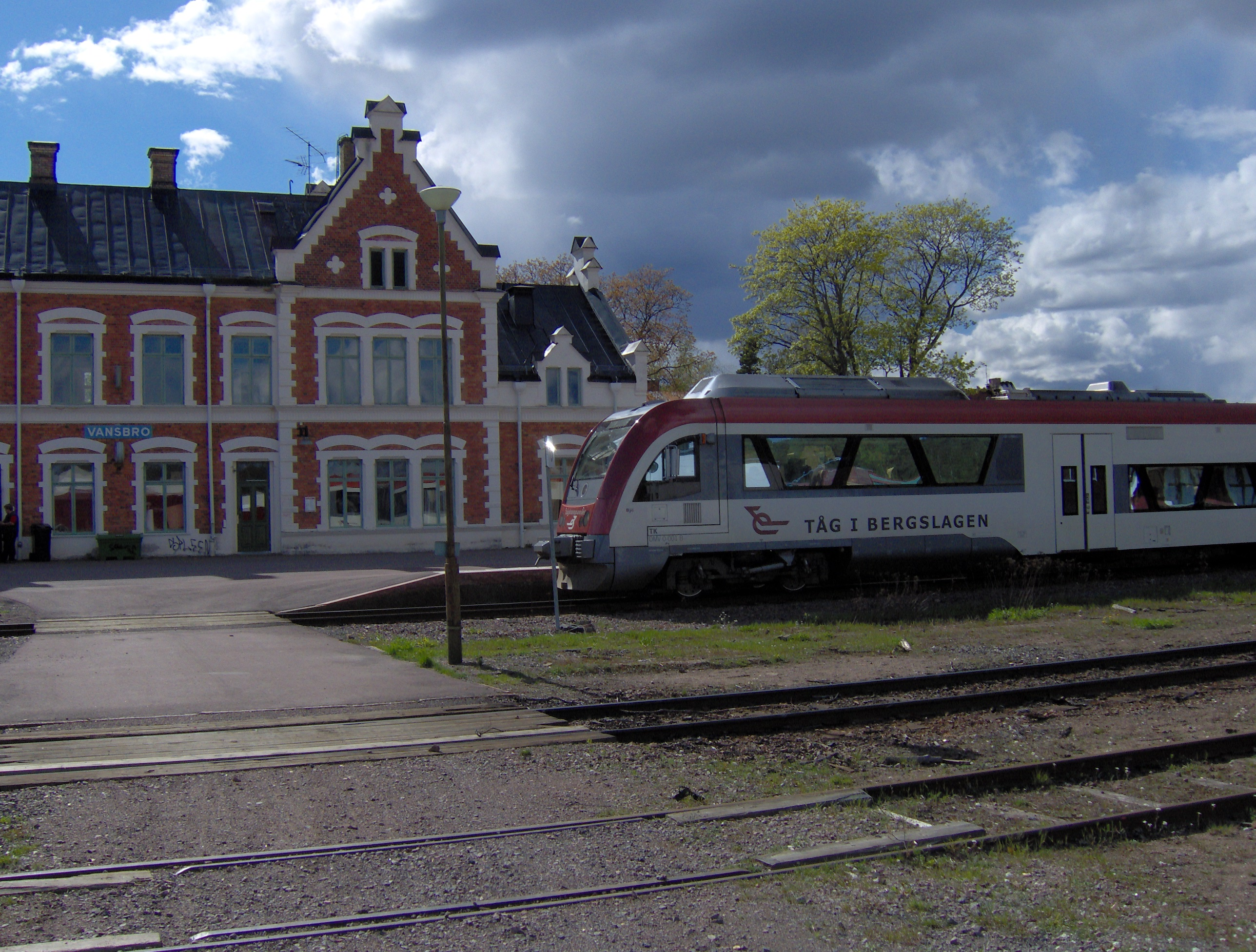
Залізнична станція Вансбру
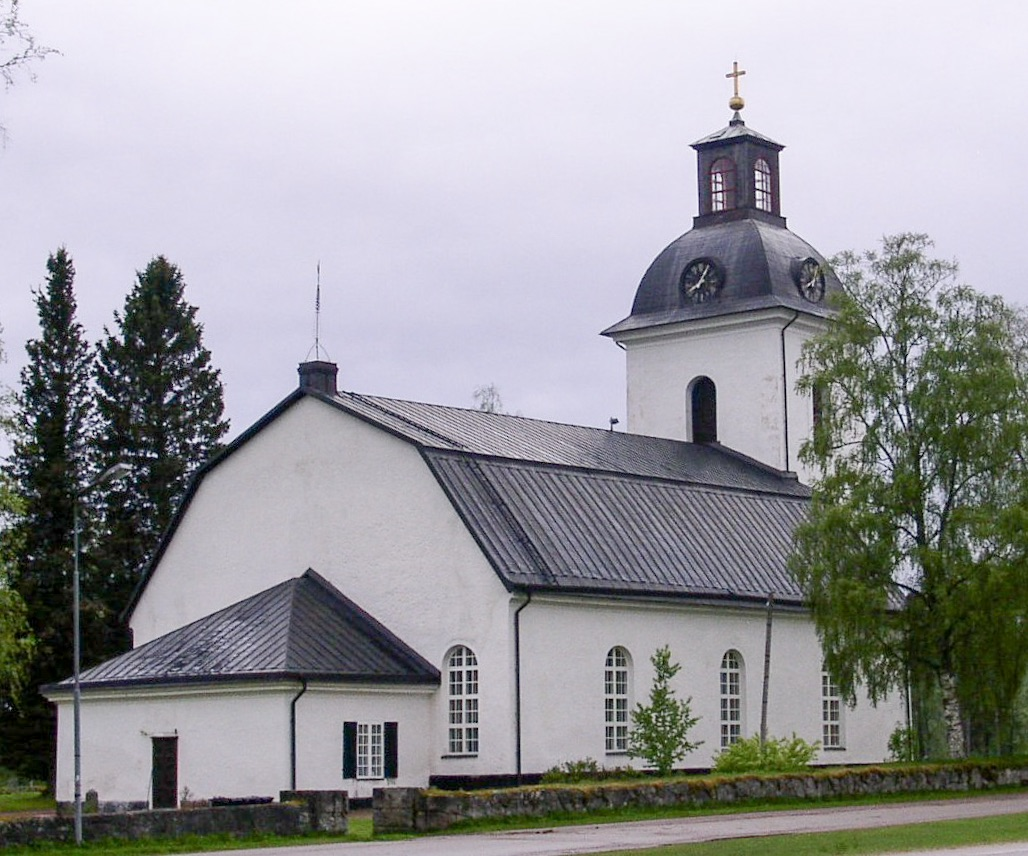
Церква (Нос)
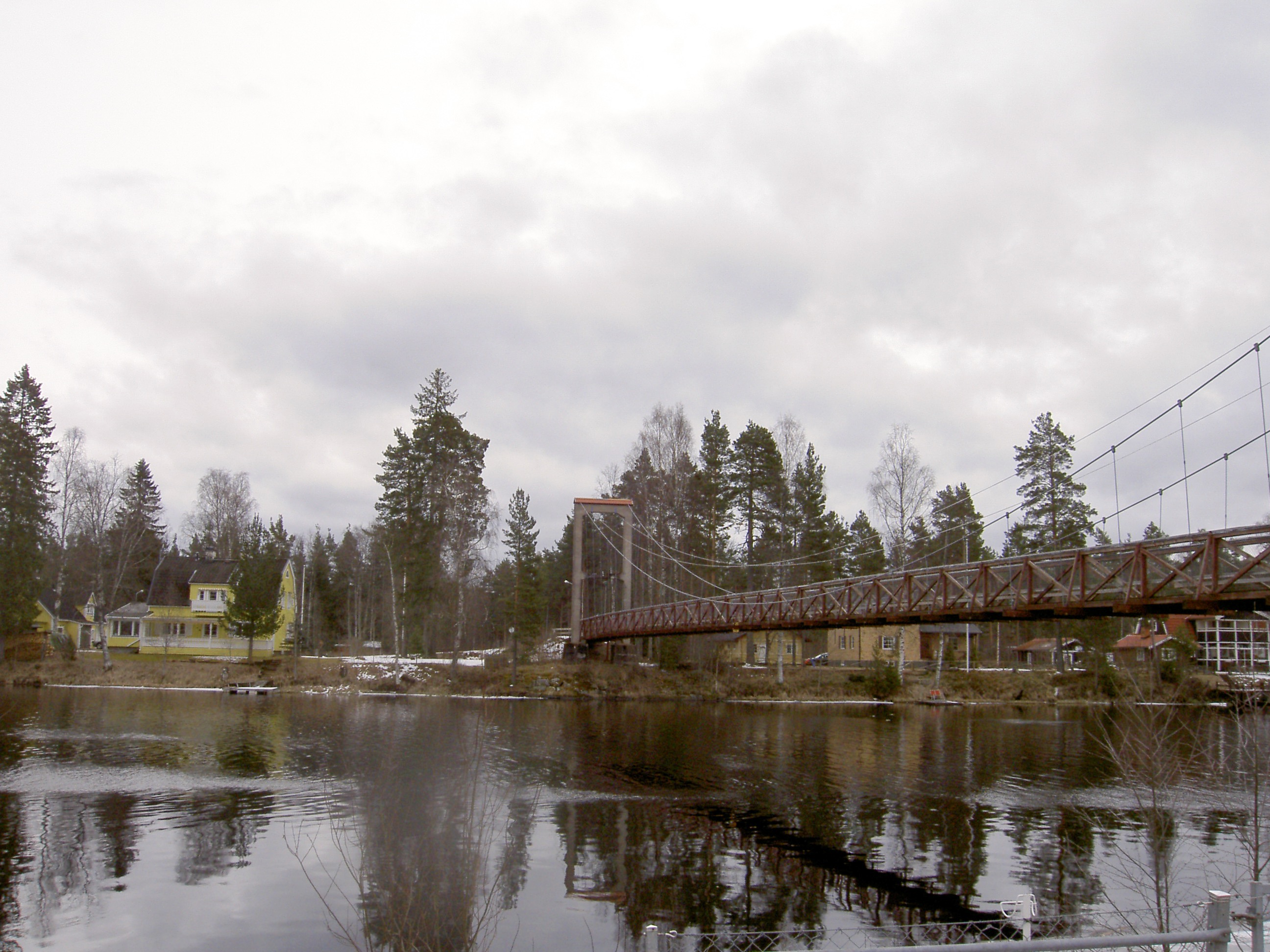
Річка Вестердальельвен

## Виноски
1. ↑  Folkmangd i riket, lan och kommuner (шв.) . Центральне бюро статистики Швеції. Архів оригіналу за 20 серпня 2013. Процитовано 17 лютого 2013.